# Merita Berntsen
Merita Helena Sofia Berntsen (Bergen, 24 de febrero de 1969) es una deportista noruega que compitió en voleibol, en la modalidad de playa. Ganó una medalla de plata en el Campeonato Europeo de Vóley Playa de 1995.

## Palmarés internacional
| Campeonato Europeo | Campeonato Europeo             | Campeonato Europeo | Campeonato Europeo |
| Año                | Lugar                          | Medalla            | Pareja             |
| ------------------ | ------------------------------ | ------------------ | ------------------ |
| 1995               | Saint-Quay-Portrieux (Francia) | Medalla de plata   | Ragni Hestad       |